# Nattefrost
Nattefrost är ett soloprojekt av Roger Rasmussen, känd som vokalist i det norska black metal bandet Carpathian Forest.
Hela imagen kring soloprojektet är baserad på dekadens. Bland annat har Nattefrost ställt upp på fotosessioner där han har varit nerkletad med exkrementer och "bäng" på rökheroin. Det är inte alltid musiken på skivorna är musik heller utan den kan bestå av att Nattefrost gör sina behov mot en vägg eller liknande. Han menar att han är "too fucked to care", andra menar att han bara är ute efter att överträffa GG Allin. Han liknas ibland vid det svenska bandet Shining som strävar efter det sistnämnda med liknande metoder.

## Medlemmar
Ordinarie medlemmar
- Nattefrost (Roger Rasmussen) – sång, stråkinstrument, keyboard, gitarr, synthesizer (2003– )

Bidragande musiker (live)
- Vrangsinn (Daniel Vrangsinn Salte) – basgitarr (nuvarande)
- Taaken (Alf Morten Björnsen) – trummor (nuvarande)
- Deathanie (Stéphanie Karen Carol Allouche) – basgitarr (död 2015)
- Faust (Bård Guldvik Eithun) – trummor
- Erik Lancelot – trummor
- Aggressor (Carl-Michael Eide) – trummor
- Dirge Rep (Per Husebø) – trummor
- Hoest (Ørjan Stedjeberg) – gitarr (2009)
- Trish (Trish Kolsvart) – trummor (2009)

## Diskografi
Studioalbum
- 2004 – Blood & Vomit
- 2005 – Terrorist (Nekronaut Pt. I)

EP
- 2006 – Drunk and Pisseskev at Ringnes 2004

Samlingsalbum
- 2008 – Hell Noise and Live Terrorism

Annat
- 2009 – Engangsgrill (delad album med Fenriz' Red Planet)